# 南仁东
南仁东（1945年2月19日—2017年9月15日），满族，吉林辽源人，中国射电天文学家“中国天眼”原首席科学家兼总工程师、中国科学院国家天文台研究员、北京天文台原副台长。
由于南仁东是500米口径球面射电望远镜（FAST）工程的发起者及奠基人，他也被称为“‘中国天眼’之父”。
南仁东1963年就读于清华大学，于中国科学院研究生院获硕士、博士学位。后在日本国立天文台任客座教授，1982年，他进入中国科学院北京天文台工作。1994年起，一直负责FAST的选址、预研究、立项、可行性研究及初步设计。作为项目首席科学家、总工程师，负责编订FAST科学目标，全面指导FAST工程建设，并主持攻克了索疲劳、动光缆等一系列技术难题。2016年9月25日，其主持的FAST落成启用。2017年9月15日因肺癌逝世。

## 生平

### 早年经历
1945年，南仁东出生于吉林辽源，小时家境较为贫困。1951年，他就读于辽源中兴小学校，后高中时期就读于辽源市第五中学。1963年，南仁东以吉林省高考理科第一名的成绩报考清华大学建筑系，后因国家相关人才需要，被调剂至清华大学无线电科学系真空超高频技术专业就读。大学期间，南仁东曾在油画领域获得奖项，亦曾作为清华大学学生代表受中华人民共和国国务院总理周恩来会见。1968年11月，南仁东毕业后被分配进入通化市无线电厂工作，最初在工厂小金工车间做学徒。1969年，南仁东被选入通化市无线电厂所生产的便携式小型收音机外形设计四人小组。1970年，在全国各地要求安装电视发射机背景下，通化市无线电厂厂址搬到庙沟并开始研发10千瓦电视发射机。南仁东担任该产品研制小组长，承担了其结构设计开发和技术问题处理等工作，获得了较大的成功。1973年，南仁东在吉林大学新研发的台式计算机工程中担任具体的结构安排与设计工作。在基层生产工作中，他学会了诸多实践上的工科技术，为担任技术科长积累了较多领导经验。

### 进入天文领域
1978年，南仁东考入中科院北京天文台，后于1982年师从王绶琯攻读硕士研究生。1985年获得博士学位后，1985年至1987年间，他在荷兰德温厄洛射电天文台担任访问学者。1985年，南仁东作为中方发起人促成了中荷VLBI合作。1990年9月至1991年9月以及1996年9月至1997年4月间，南仁东在日本国立天文台担任客座教授。
1994年起，南仁东带领团队负责500米口径球面射电望远镜（FAST）的选址、预研究、立项、可行性研究及初步设计工作。2006年，担任國際天文聯會射电天文副主席的南仁东在未出席大会的情况下，当选其分部主席。2007年7月，FAST工程作为“十一五”重大科学装置，正式被中华人民共和国政府批准立项。

### 晚年
2015年，南仁东被医院查出罹患晚期肺癌，2016年9月15日，FAST建成，南仁东参加其落成典礼。同年，他随家人赴香港就医，在手术中伤及声带。。2017年8月，南仁东入选2017年中国科学院院士增选初步候选人名单。2017年9月15日23时23分，南仁东因为肺癌恶化在美国波士顿病逝，享年72岁。

## 荣誉表彰
- 2017年9月20日，中国科学院党组印发了《关于开展向南仁东学习活动的通知》，要求全院广大科研人员充分认识此次学习活动的重大意义，主动学习南仁东先生的爱国情怀、科学精神、高尚情操与杰出品格，以更加奋发有为的精神面貌，为建设世界科技强国而努力奋斗。[12]2017年10月11日下午，“南仁东先进事迹报告会”在中国科学院文献情报中心学术报告厅举行。[13]
- 2017年11月17日，中共中央宣传部追授南仁东“时代楷模”荣誉称号。[14]
- 2018年9月25日，经国际天文学联合会小天体命名委员会批准，国家天文台于1998年9月25日发现的国际永久编号为“79694”的小行星被正式命名为“南仁东星”（Nanrendong），以表揚他對天文學作出的貢獻。“南仁东星”的发现日期正是“中国天眼”落成启用纪念日，其国际永久编号“79694”中的“94”代表“中国天眼”自1994年开始选址预研，南仁东先生为建成望远镜付出了22年的不懈努力。[15]
- 2018年10月15日，由中国美术馆馆长吴为山创作捐赠的“时代楷模”南仁东塑像在位于贵州省平塘县的“中国天眼”现场落成。现场还举行了“南仁东星”命名仪式。[16]
- 2018年12月18日，党中央、国务院授予南仁东同志改革先锋称号，颁授改革先锋奖章，并获评“中国天眼”的主要发起者和奠基人。
- 2018年12月31日，中共中央总书记、中国国家主席习近平发表二〇一九年新年贺词，他在贺词中点名“南仁东星”，并向科学家致敬。[17]
- 2019年9月17日，第十三届全国人大常委会第十三次会议全票通过关于授予国家勋章和国家荣誉称号的决定，国家主席习近平签署主席令，授予南仁东“人民科学家”国家荣誉称号。[18]
- 2019年9月25日，被评选为“最美奋斗者”。